# Cocathédrale Santa Maria di Nazareth
La cocathédrale Santa Maria di Nazareth, plus communément connue sous le nom d'Église de Nazareth, est une église historiquement importante dans la ville de Barletta car elle était jusqu'au XIXe siècle la cathédrale de l'archidiocèse de Nazareth, transféré dans les Pouilles après la chute des États latins d'Orient. Elle est située dans la Via Nazareth et se trouve à côté du palais de l'archevêque nazaréen, avec lequel elle forme un seul grand complexe.
Après l'établissement des archevêques de Nazareth à Barletta en 1309, l'édifice est construit en 1570 à la suite de la destruction de la cathédrale précédente située hors-les-murs de la ville. Elle reste cathédrale jusqu'en 1818, année où l'archidiocèse de Nazareth a été supprimé.
Plus tard, elle a pris le titre de cocathédrale et est actuellement appelée avec le titre d'église archiépiscopale. Le culte est officié par un chanoine qui prend le titre d'abbé de Nazareth. L'église abrite également la section Nazareth-Barletta de l'ordre équestre du Saint-Sépulcre de Jérusalem.

## Histoire

### La cathédrale médiévale hors-les-murs
Depuis le XIIe siècle, l'évêque de Nazareth de Galilée, en raison de ses liens étroits avec Barletta, y possédait une église près de Porte Santa Croce. À la suite de la perte des territoires des croisés, l'archevêque de Nazareth a trouvé refuge à Barletta dans cette église hors-les-murs et y établit sa succession, sa résidence et son clergé. Cette église est donc devenue la première cathédrale Santa Maria di Nazareth mais celle-ci est détruite par le condottiere Renzo di Ceri en 1528.
De l'ancienne cathédrale, il ne reste que d'importants bas-reliefs en pierre montrant Jésus intronisé et un fragment de l'Annonciation. Ils peuvent aujourd'hui être admirés à l'intérieur de l'actuel édifice.

### La cathédrale Renaissance intra-muros
Vers 1570, l'archevêque Bernardino De Figueroa décide de construire une nouvelle cathédrale à l'intérieur des murailles sur l'emplacement d'une assez petite église dédiée à Saint Barthélemy. Le nouveau bâtiment est alors de dimensions modestes puisqu'il doit s'insérer au sein d'un tissu urbain déjà développé. À l'intérieur, un maître-autel est érigé en marbre précieux, avec à l'arrière le chœur du chapitre métropolitain du Nazaréen et le trône archiépiscopal, signe du pouvoir de l'archevêque.
L'archevêque de Nazareth, bien que n'étant pas officiellement l'archevêque de la ville puisque Barletta dépendait de l'archevêque de Trani, se comportait comme tel. Cela a créé pas mal de frictions à la fois avec l'archevêque de Trani et parfois aussi avec le clergé de Santa Maria Maggiore, alors connue en tant qu'église-mère et non comme cathédrale.
En 1818, l'archidiocèse de Nazareth à Barletta est supprimé et le bâtiment perd son titre de cathédrale au profit de celui honorifique de cocathédrale. En 1821, le clergé nazaréen est également uni au clergé de l'église-mère Santa Maria Maggiore. En 1828, le titre de Nazareth est confié à l'archevêque de Trani. Pendant ce temps, l'Archiconfraternité de l'Immaculée Conception et de Saint-Louis s'occupe du culte et de la décoration de la cocathédrale Santa Maria di Nazareth.
En 1860, pour réparer la suppression de l'évêché nazaréen, le pape Pie IX constitue l'archidiocèse de Barletta avec la bulle Imperscrutabili Dei. Cette disposition était également motivée par la présence permanente des archevêques nazaréens à Barletta pendant plus de cinq siècles et donc par les liens avec la Terre sainte. À partir de cette date, l'église de Nazareth devient véritablement la cocathédrale du nouvel archidiocèse de la ville, alors que l'église-mère Santa Maria Maggiore obtient le titre de cathédrale. Dans la bulle, il est précisé que le recteur de l'église de Nazareth, choisi parmi les chanoines de la nouvelle cathédrale, assume le titre d'abbé de Nazareth et le trône de l'archevêché est érigé à la fois dans cet édifice et dans la cathédrale Santa Maria Maggiore.
Vers 2010, la cocathédrale subit d'importants travaux de restauration et est choisie comme siège de l'Ordre équestre du Saint-Sépulcre (section Nazareth-Barletta) en raison de ses liens avec la Terre Sainte et avec les évêques de Nazareth.